# 曹慎
曹慎（1530年—1588年），字思永，號肖崖，直隸鎮江衛軍籍鎮江府丹徒縣人，明朝政治人物。

## 生平
嘉靖四十三年（1564年）甲子科應天鄉試第四十名舉人，四十四年（1565年）中式乙丑科會試第九十四名，三甲第一百三十五名進士。戶部觀政，授福建侯官縣知縣，隆慶二年（1568年）六月升工部都水司主事，榷稅清江浦。六年（1572年）二月復除本部，差荊州抽分。萬曆三年（1575年）八月調兵部主事，十一月升兵部武選司員外郎，四年（1576年）十一月升兵部職方司郎中，五年（1577年）八月出為武昌府知府，八年（1580年）七月升湖廣提學副使，十年（1582年）九月聽勘，有旨放歸田里。十六年（1588年）卒，享年五十九。

## 家族
原籍平陽府解州，高祖曹周初授鎮江衛冠帶總旗，遂家丹徒。
曾祖曹榮；祖父曹綬，贈監察御史；父曹倣，南京太僕寺少卿、贈中憲大夫。嫡母余氏，封孺人，累贈恭人；生母金氏，贈恭人。兄曹忠（縣丞）、曹恕（州同知）、曹恒（庠生）、曹悅（知縣）、曹忱、曹恬（通判）、曹懷（庠生）。
妻金氏，故教諭金玥女，累封恭人。子曹良翰、曹良佐、曹良瑞、曹良賓。